# Ordine di Nila Utama
L'Ordine di Nila Utama è il terzo ordine cavalleresco in ordine di importanza concesso dal governo di Singapore dal 1975.

## Classi
L'Ordine dispone delle seguenti classi di benemerenza:
- Prima Classe
- Seconda Classe
- Terza Classe

## Insegne
- La medaglia dell'Ordine consiste, sul lato opposto, di una stella in smalto bianco bordato d'oro. Al centro di essa è incastonato un medaglione di smalto rosso e oro con una mezzaluna e 5 stelle circondato dalla scritta "DARJAH UTAMA NILA UTAMA" in lettere d'oro, con 2 ghirlande d'oro e d'alloro, una dietro e l'altra la stella. Sul retro sono riportate le armi di stato.
- La stella è in argento scheggiato e consiste, sul lato opposto, di una stella interna smaltata bianca bordata d'oro. Nel centro è incastonato un medaglione di smalto rosso con una mezzaluna e 5 stelle circondato dalla scritta "DARJAH UTAMA NILA UTAMA" in lettere d'oro.
- Il nastro è rosso con una banda centrale bianca e una striscia grigia su ciascun lato.

## Insigniti notabili
- Toh Chin Chye, Primo Ministro, I Classe[1]
- Lim Siong Guan, Segretario e Ministro delle Finanze, I Classe - 2006
- Philip Yeo, presidente dell'Agency for Science, Technology and Research, I Classe - 2006
- Tommy Koh, Ambasciatore generale e Ministro degli Affari Esteri, I Classe - 2008
- J. Y. Pillay, presidente del Council of Presidential Advisers[2], I Classe - 2012
- Andrew Chew Guan Khuan, presidente del Public Service Commission, II Classe - 2008